# Lista episoadelor din Btooom!
Lista episoadelor din Btooom! cuprinde episoadele din anime-ul Btooom!, în care un tânăr numit Sakamoto, care nu are serviciu și stă acasă toată ziua jucând un joc online, numit Btooom! El se află în top 10 cei mai buni jucători din lume, împreună cu echipa lui.
Într-o zi, el se trezește pe o insulă tropicală fără a-și aminti cum a ajuns acolo. Mai pe seară el vede un
bărbat și îi cere ajutorul, dar acesta începe să arunce cu grenade asupra lui. După ce a fost atacat își
dă seama de 2 lucruri: 1, viața lui e în pericol, iar 2, se află în Btooom!.

### Episoade

#### Btooom!
Această listă cuprinde episoadele din anime-ul Btooom!.
1. Început
2. Liceeana pătată de sânge
3. Supraviețuire
4. Cel mai bun din lume
5. Atac
6. Noapte de sacrificiu
7. Mireasa Virtuală
8. Fantoma Albă
9. Cel mai puternic jucător
10. Nivel înalt
11. Renaștere
12. Legături